# Michał I Asen
Michał I Asen  (ur. 1238/1241, zm. 1256, bułg. Михаил I Асен) car bułgarski w latach 1246-1256. Syn Iwana Asena II.

## Życiorys
Michał I Asen pochodził z bułgarskiej dynastii Asenowiczów. Był synem Iwana Asena II i trzeciej żony Iwana Asena II, poślubionej w ostatnich latach życia, Ireny Komneny, córki cesarza Tesaloniki Teodora Angelosa.
Po śmierci ojca Michała I w 1241 roku na tron wstąpił jego przyrodni brat, siedmioletni Koloman I Asen. W toku walk między stronnictwami bojarskimi grupa skupiona wokół carowej wdowy Ireny zawiązała spisek na życie młodziutkiego Kolomana I Asena. W 1246 roku 12-letni car został otruty, a na tron wprowadzono jego brata, najwyżej ośmioletniego, Michała I Asena. W okresie małoletniości Michała władzę sprawowała matka Irena oraz sewastokrator Piotr, który rządził w istocie jako namiestnik zachodniej połowy państwa.
Wewnętrzne walki w carstwie wkorzystał cesarz nicejski Jan III Watatzes i w 1246 roku wtargnął w granice Bułgarii i zajął bez walki ziemie zdobyte przez Iwana Asena II: Macedonię po Wardar i południową Trację aż do górnego biegu Maricy. W granicach cesarstwa znalazły się Skopje i Filipopol. W grudniu 1246 roku Jan III Watatzes zdobył Tesalonikę rozstrzygając na swą korzyść spór o pierwszeństwo do spadku po Bizancjum. W tym samym roku Węgrzy opanowali sporne: Belgrad i Braniczewo. Bułgaria była bezsilna.
Po osiągnięciu pełnoletniości Michał I Asen podjął próbę odzyskania utraconych ziem. Zawarł sojusz z Rościsławem banem Maczwy (ziemi między Sawą, Driną a górami Cera), Belgradu i Braniczewa, osadzonemu na tych ziemiach przez króla węgierskiego. Michał I Asen przypieczętował sojusz poślubiając córkę Rościsława, Marię. W 1255 roku, po śmierci Jana III Watatzesa (1254), najechał ziemie cesarskie zdobywając kilka twierdz w Rodopach, m.in. Stanimachos i Peristicę (obec. Perusztica). W odpowiedzi na agresję bułgarską, nowy cesarz nicejski Teodor II Laskarys wyprawił się dwukrotnie przeciw Bułgarii i po ciężkich walkach odebrał utracone twierdze. W czerwcu lub lipcu 1256 roku car został zmuszony do zawarcia pokoju w Regina (Erkene w Tracji). Na mocy zawartego układu cesarze nicejscy zachowywali swe zdobycze, jedynie północna Macedonia ze Skopje wracała do Bułgarii.
Jesienią 1256 roku Michał I Asen został zamordowany przez swego stryjecznego brata Kałojana

## Związki rodzinne
|                                             |                                             |                            |                                   |                                            |                                            |                                                       |                                                       |                 |                                    |                                                           |                                                           |
| Asen I (panował 1188–1196)                  |                                             |                            |                                   |                                            |                                            |                                                       |                                                       |                 |                                    |                                                           |                                                           |
|                                             |                                             |                            |                                   |                                            |                                            |                                                       |                                                       |                 |                                    |                                                           |                                                           |
|                                             |                                             |                            |                                   |                                            |                                            |                                                       |                                                       |                 |                                    |                                                           |                                                           |
|                                             |                                             |                            |                                   |                                            |                                            |                                                       |                                                       |                 |                                    |                                                           |                                                           |
| Aleksander                                  | Aleksander                                  | 1 Anna (Anisja)            | 1 Anna (Anisja)                   | Iwan Asen II (zm. 1241, panował 1218–1241) | Iwan Asen II (zm. 1241, panował 1218–1241) | 2 Anna Maria Węgierska                                | 2 Anna Maria Węgierska                                | 3 Irena Komnena | 3 Irena Komnena                    |                                                           |                                                           |
|                                             |                                             |                            |                                   |                                            |                                            |                                                       |                                                       |                 |                                    |                                                           |                                                           |
|                                             |                                             |                            | 1                                 | 1                                          | 2                                          | 2                                                     | 2                                                     | 2               | 3                                  | 3                                                         | 3                                                         |
|                                             |                                             |                            | Biełosława (?) ∞ Stefan Władysław | Biełosława (?) ∞ Stefan Władysław          | Tamara                                     | Tamara                                                | Piotr zm. 1237                                        | Piotr zm. 1237  | Anna Teodora ∞ sewastokrator Piotr | Anna Teodora ∞ sewastokrator Piotr                        |                                                           |
| Kałojan (jako Koloman II Asen panował 1256) | Kałojan (jako Koloman II Asen panował 1256) | Maria (?) ∞ Teodor Angelos | Maria (?) ∞ Teodor Angelos        | Helena ∞ Teodor II Laskarys                | Helena ∞ Teodor II Laskarys                | Koloman I Asen (ur. 1235, zm. 1246 panował 1241–1246) | Koloman I Asen (ur. 1235, zm. 1246 panował 1241–1246) | Maria ∞ Mico    | Maria ∞ Mico                       | Michał I Asen (ur. 1238/1241, zm. 1256 panował 1246–1256) | Michał I Asen (ur. 1238/1241, zm. 1256 panował 1246–1256) |